# 許樂善
許樂善（1547年—1626年），字修之，號惺所，後改号惺初，直隸松江府華亭縣人，民籍，明朝政治人物。

## 生平
隆慶四年（1570年）庚午科應天府鄉試第一百四十二名舉人。隆慶五年（1571年）聯捷辛未科會試第三百五十六名，三甲第一百零二名進士。礼部觀政，令郏县，五年七月选为湖广道试御史，六年七月實授，九月巡按直隶等处印烙种马兼理屯田。七年父丧丁艰，十年七月起复，以中途患病乞归。十一年十月復除江西道御史，巡按直隶真定，十三年正月以病乞归。
二十八年补河南道御史，三十一年六月掌河南道事，管南京畿道，三十二年六月升太仆寺少卿添注，三十五年七月晋南光禄寺卿，三十七年十一月升南京通政使，三十九年丁憂歸。
在郏县，蠲除酒税、修筑城邑，郏民赖焉。在御史台，值张居正夺情，都御史上公疏慰留，诸御史皆署名，乐善为居正门下士，独不署。巡按畿南，劾治不法、请停矿税、救建言御史，举朝称之。万历三十九年致仕，天启六年卒，享年八十，赐祭葬，祀乡贤。著《适志斋稿》十卷。徐光启、利玛窦合译《几何原本》，乐善与焉，遂受洗。后光启孙女徐甘第大嫁乐善之孙远度，产子女八人，皆受洗，许氏遂为江南教务重心。

## 家族
曾祖許璋，號梅月；祖父許福，號竹溪；父許有良（1498年-1579年），字本善，號東川，封知县，加封御史。嫡母趙氏；生母沈氏，封孺人。具庆下。兄许兼善（戊午举人、贡士、永春知县）。從兄许继善（贡士）、许从善、许好善。從弟許復善。